# Versoir
Pour l’article homonyme, voir versoir dans le wiktionnaire.

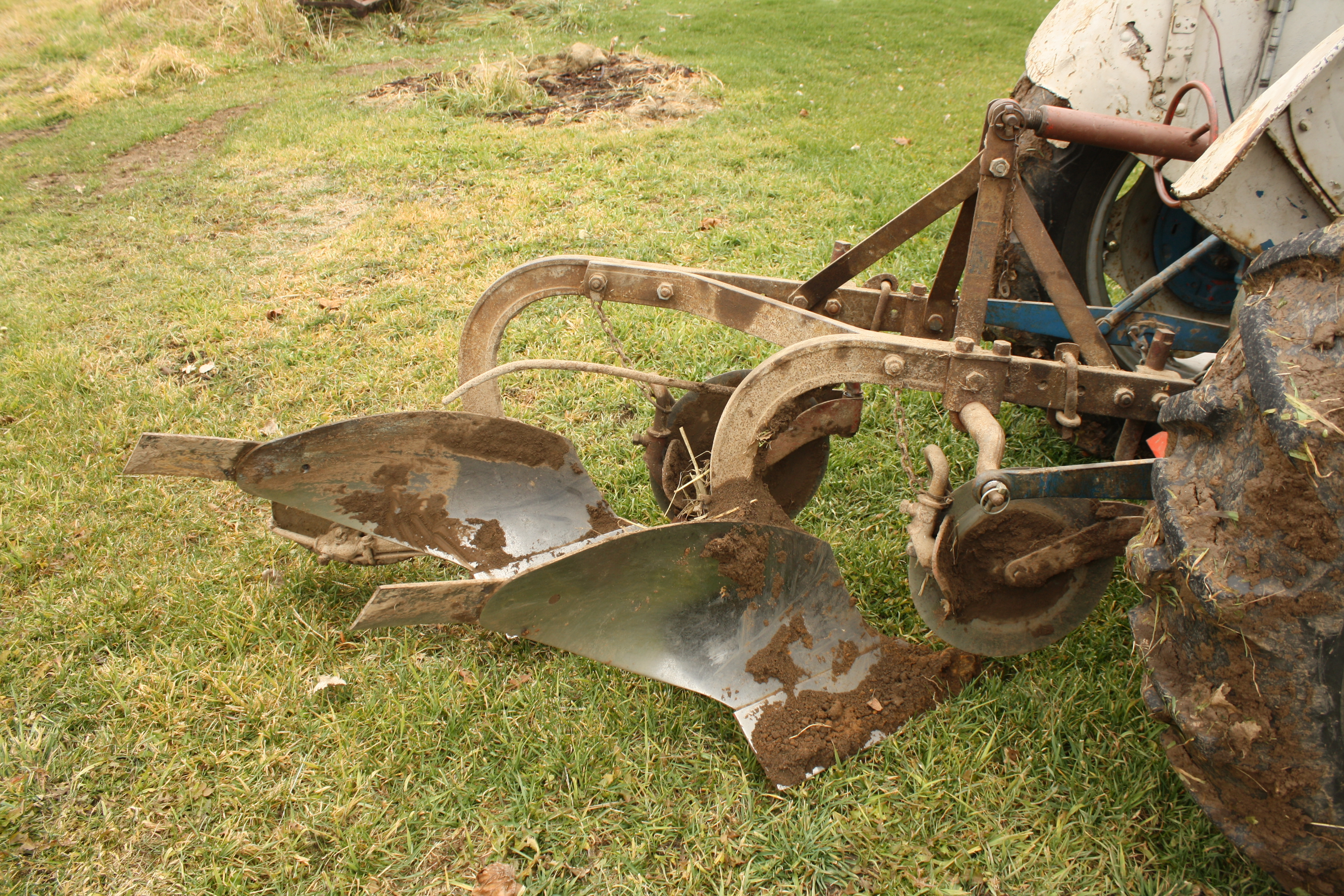
Versoirs traditionnels munis de queues de versoir. Charrue simple bicorps à coutres circulaires. Au premier plan, on aperçoit le soc avec de la terre collée dessus. Ferguson, années 1950 (?)

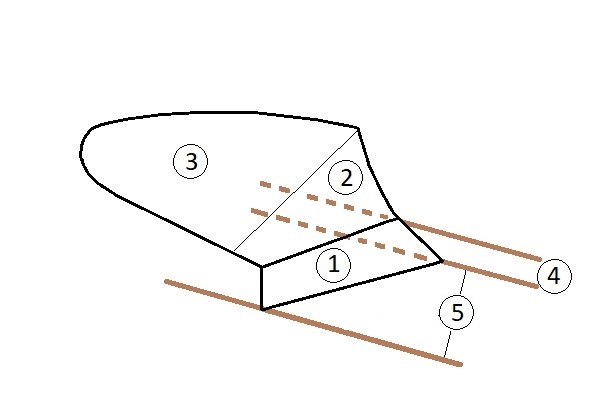
Corps de charrue : 1 : soc ; 2 et 3 : versoir ; 2 : étrave ; 4 profondeur de labour ; 5 : largeur de labour (en pouces).

Un versoir est la pièce métallique d'un corps de charrue  qui se trouve au dessus du soc, elle est fixée sur le sep. Les rasettes, qui sont des corps de charrue miniatures, présentent également un versoir.

## Description

### Les différentes sortes de versoir

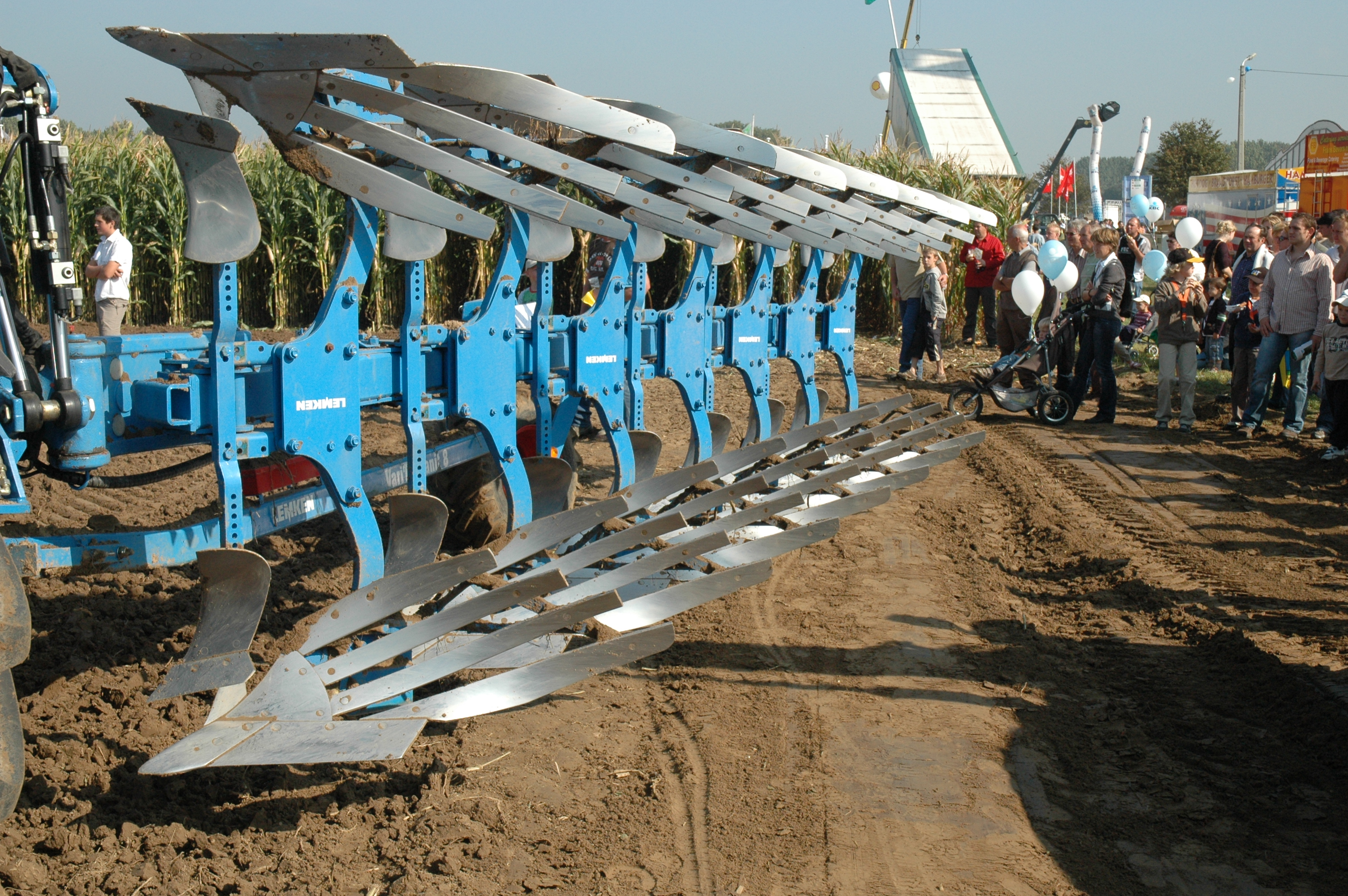
Système de versoirs à claire-voie (sauf sur l'étrave). Remarquer aussi les versoirs de rasettes, les socs à pointes séparées retournables ainsi que l'absence de coutre sur l'age remplacé par un aileron.

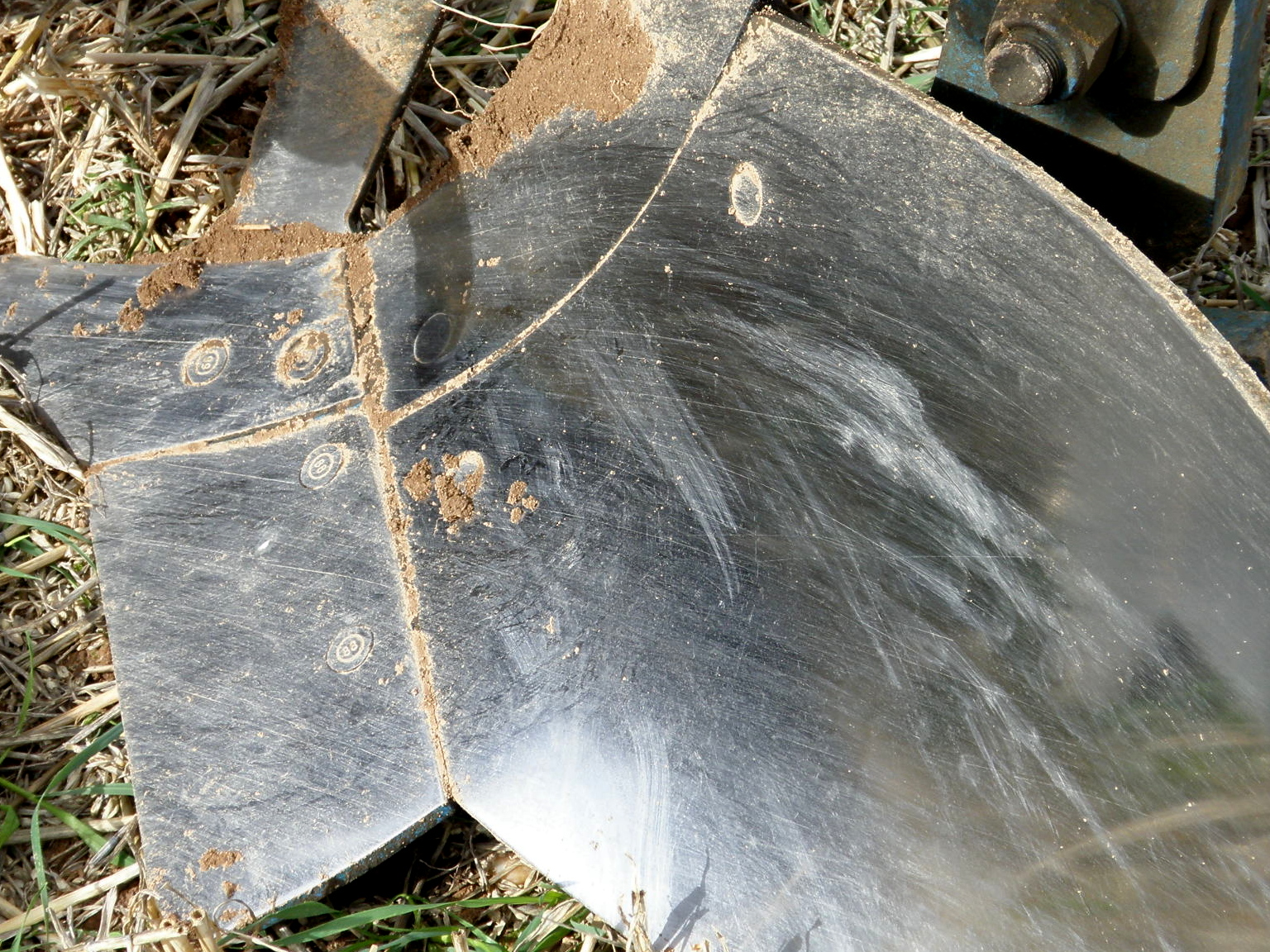
Versoir à étrave (à l'avant du versoir). La partie avant du soc est combinée avec une partie faisant pointe et un coutre léger (au-dessus de l'avant du soc). L'ensemble dispense de la pointe séparée et du coutre traditionnel fixé sur l'age. Remarquer aussi les boulons à tête conique au niveau des surfaces de travail

Il s'agit de la pièce en métal constituante du corps de charrue qui se trouve dans le prolongement du soc, au dessus de lui et fait corps avec lui, soulevant et renversant la bande de terre découpée par le coutre et le soc. Il en existe plusieurs formes : 
- hélicoïdal (plus allongé, il retourne mieux la terre),
- cylindrique (il émiette mieux la terre),
- à claire-voie (ajouré pour les terres collantes)[1]... il permet aussi d'alléger l'effort de traction[2],
- universel ou hélico-cylindrique, c'est un compromis entre le cylindrique (à l'avant du versoir) et l'hélicoïdal[3],
- américain, il ressemble à l'universel mais est plus plat et convient aux labours en terre légère et à vitesse élevée (8 km/h et plus) ; dans ce cas l'angle de travail de l'ensemble soc-versoir est peu prononcé, offrant une moindre résistance à l'avancement, et c'est la vitesse de travail qui parachève le retournement[4],
- losange, il facilite le passage des pneus larges dans la raie, il peut être cylindrique ou hélicoïdal.

Les formes les plus répandues sont le cylindrique et l'universel.

#### Accessoires du versoir
Outre l'étrave qui est une partie du versoir, on peut trouver :
- une queue de versoir ou prolonge,

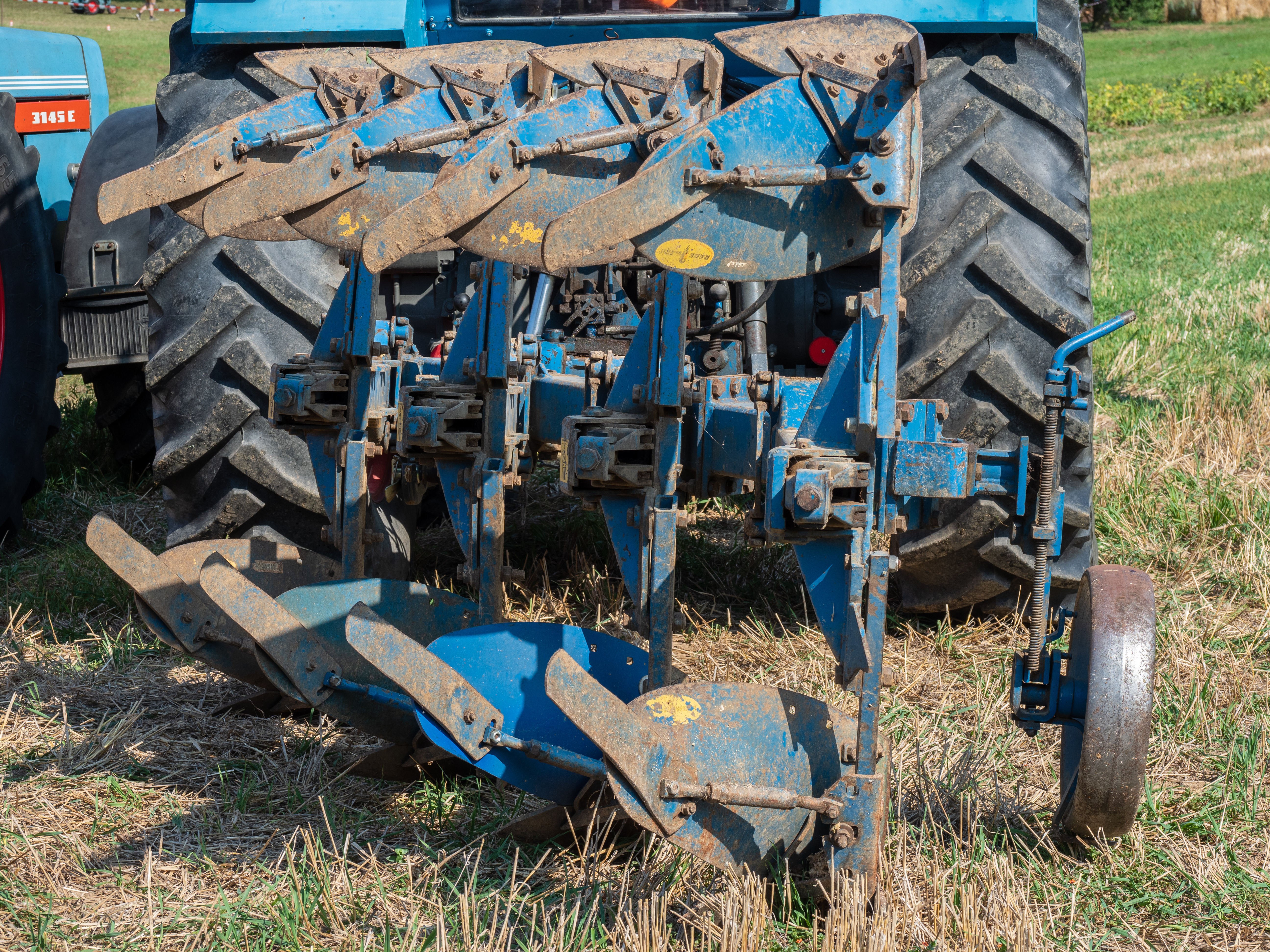
Vue arrière sur les versoirs avec leurs bras de fixation de longueur ajustable et les queues de versoirs. à inclinaison réglable.

- Vue arrière sur les versoirs avec leurs bras de fixation de longueur ajustable et les queues de versoirs. à inclinaison réglable.un (toujours présent) ou deux bras de maintien à l'arrière du versoir, parfois réglables en longueur pour pallier d'éventuelles déformations,
- un déflecteur remplaçant la rasette placé en avant et en haut du versoir,
- une lame de raie large montée en bas et à l'arrière du dernier versoir pour faciliter le passage de pneus larges,
- un couteau ou aileron vertical placé au niveau de l'étrave pour remplacer le coutre. Comme le coutre, cet accessoire peut n'être présent que sur le premier corps surtout si les versoirs disposent d'une bonne étrave ou s'il y a présence de rasettes.

### Fabrication et assemblage du soc et de l'étrave
Traditionnellement le versoir est forgé en une seule pièce mais comme il est soumis à un frottement régulier plus ou moins abrasif selon la nature du sol, il va à l'usure, cependant bien moins vite que le soc et les pointes. Dans le cas de sol abrasif (sable siliceux, pierres) le versoir peut être réalisé en deux parties : la partie avant est appelée étrave et, parfois, la partie arrière, aile. Comme le soc l'étrave est généralement une pièce à haute résistance, forgée et trempée en acier au manganèse et/ou bore, par exemple la nuance « 28MnCrB5 » (0,28 C, 1,30 Mn, 0,40 Cr, 0,002 B, le reste étant du fer), éventuellement renforcé au carbure de tungstène ou cémenté sur le côté travaillant. Une faible teneur en carbone facilite le soudage fréquemment pratiqué par les agriculteurs pour répareret allonger la durée de vie des pièces d'usure, en particulier socs, pointes et versoirs. Des bords ou bandes biseautés et renforcés au carbure, prêts à souder sont proposés par les forges (Gouvy…) en plus des pièces d'usure.
Comme les autres pièces d'usure le versoir est fixé au moyen de boulons à tête conique s'insérant dans le trou du versoir évidé en cône et d'écrous éventuellement à embase côté sep. Ces boulons, tout en continuant à maintenir la pièce, s'usent à la même vitesse que le versoir de façon à ne pas créer de résistance à l'avancement supplémentaire.

### Usages

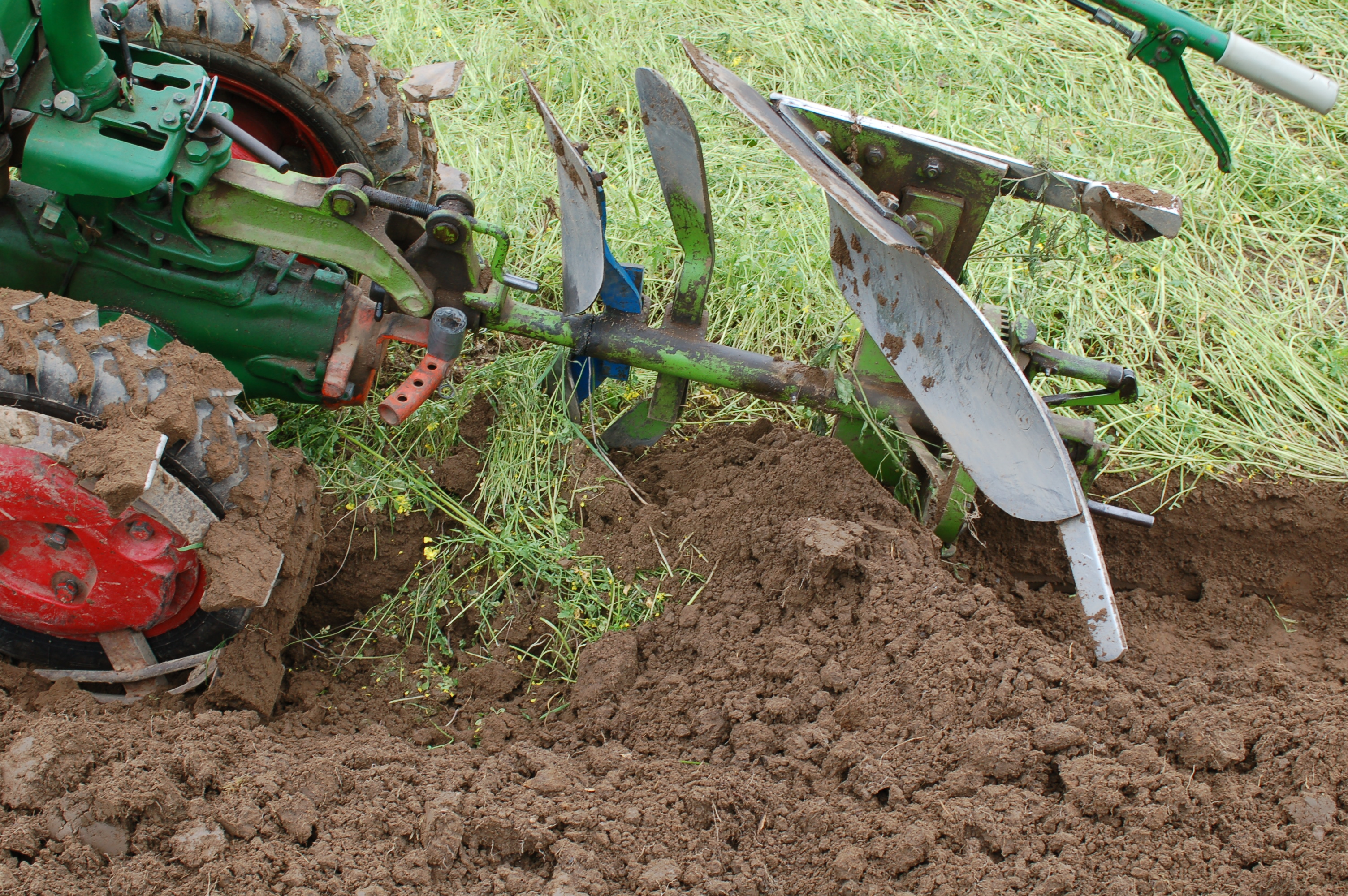
Travail des versoirs sur une charrue à rasettes tirée par un motoculteur. La rasette étant placée en avant, son versoir envoie la petite bande de pelouse qui aurait pu se retrouver en superficie en fond de raie. Le nom allemand de la rasette (Düngereinleger, enfouisseur de fertilisants) indique également son intérêt pour l'enfouissement du fumier et des engrais.

L'étrave s'usant plus vite est remplacée plus souvent, elle protège le reste du versoir. Complétée en avant par un coutre léger ou un aileron elle peut dispenser du coutre traditionnel (illustrations).
Le versoir peut être complété par une queue de versoir pour parachever le retournement. Celle-ci contribue aussi à aplanir le labour.

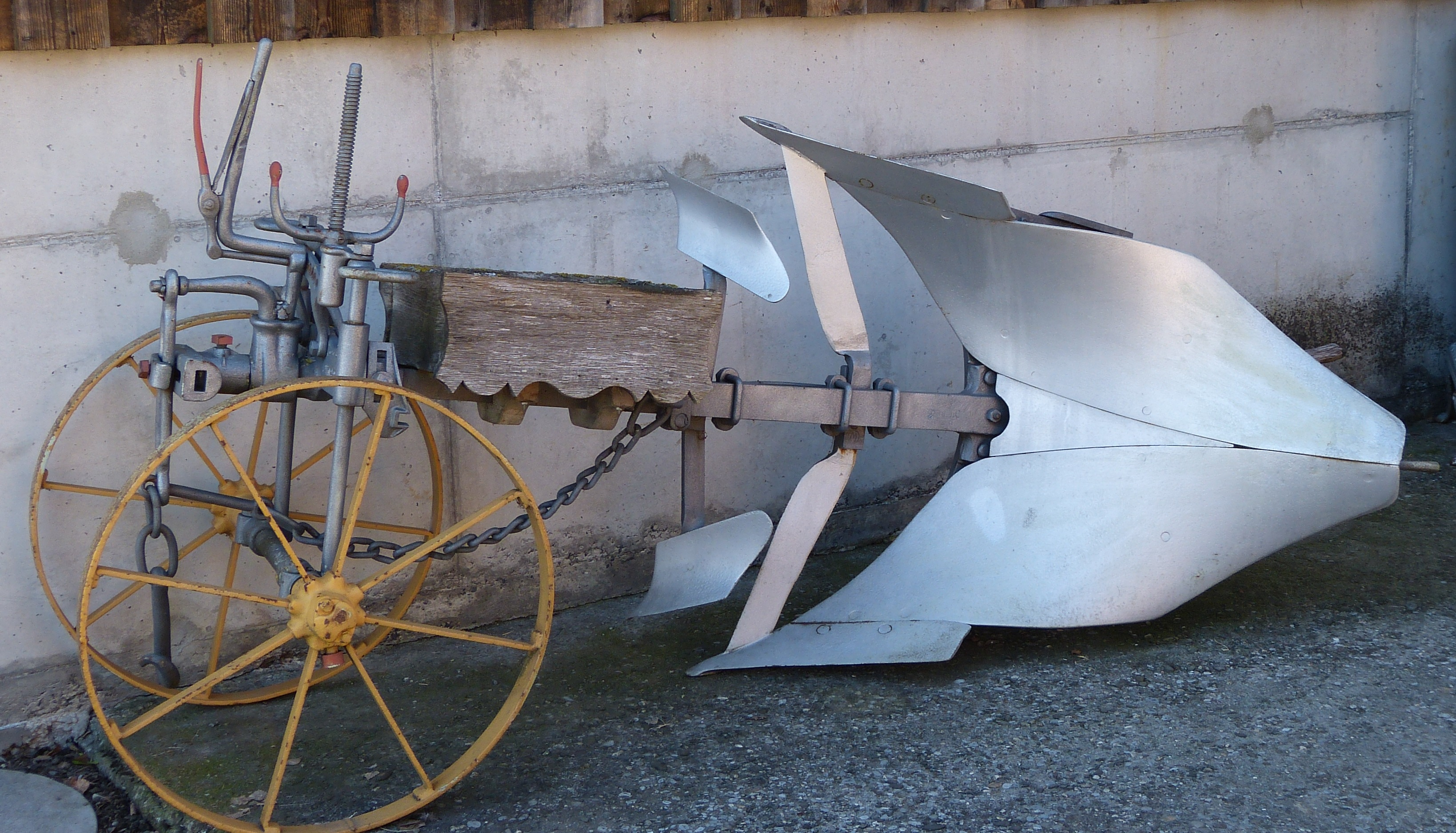
Ancienne charrue brabant avec versoirs hélicoïdaux et versoirs de rasette sans socs.

Le rôle du versoir de rasette est fondamental pour obtenir un sol sans débris végétaux en surface qui pourraient se révéler gênants lors du semis (illustration).
La rasette peut-être remplacée par un déflecteur, lame recourbée fixée à l'avant et en haut du versoir à l'action similaire ; lorsque le volume de résidus végétaux est très important (maïs grain …) de vraies rasettes avec un versoir large peuvent s'avérer nécessaires.
La présence de rasettes ainsi qu'un ensemble de versoirs adaptés permet donc d'obtenir (en conditions de sol favorables) un guéret presque prêt à semer même à partir d'une pelouse rase. Dans ce cas le semis est généralement effectué au combiné en un seul passage.
La taille du versoir doit être ajustée à celle du soc : 12, 14, 16 pouces pour les dimensions tracteur les plus courantes. Pour les motoculteurs on trouve des dimensions entières de 5 à 10 pouces.
Les charrues simples versent à droite.

## Historique

### Moyen-Âge

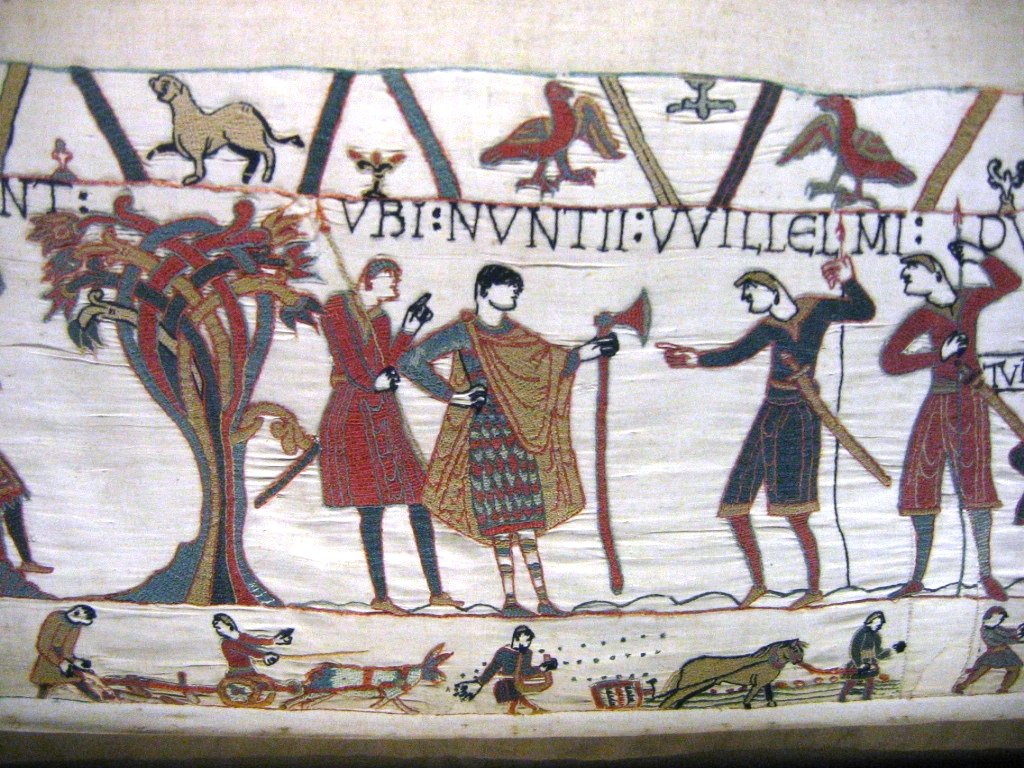
Tapisserie de Bayeux

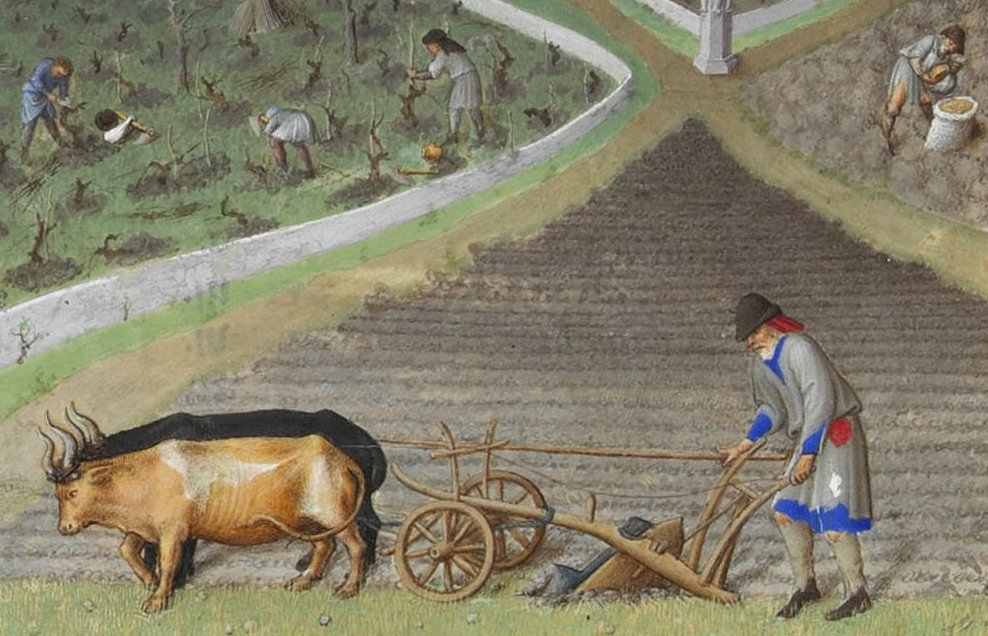
Les Très Riches Heures du duc de Berry, miniature du mois de mars, années 1440, musée Condé, Chantilly, Ms. 65, f.3.

- La Tapisserie de Bayeux réalisée entre 1066 et 1083 offre une scène rurale où l'on voit une charrue lourde à versoir. Le versoir est en bois, le soc semble symétrique.
- Des années 1440, la charrue lourde à bâti en bois des Très Riches Heures du duc de Berry tirée par deux bœufs dirigés par la longue gaule du laboureur comporte une reille (soc-coutre de couleur acier) et un versoir en bois.

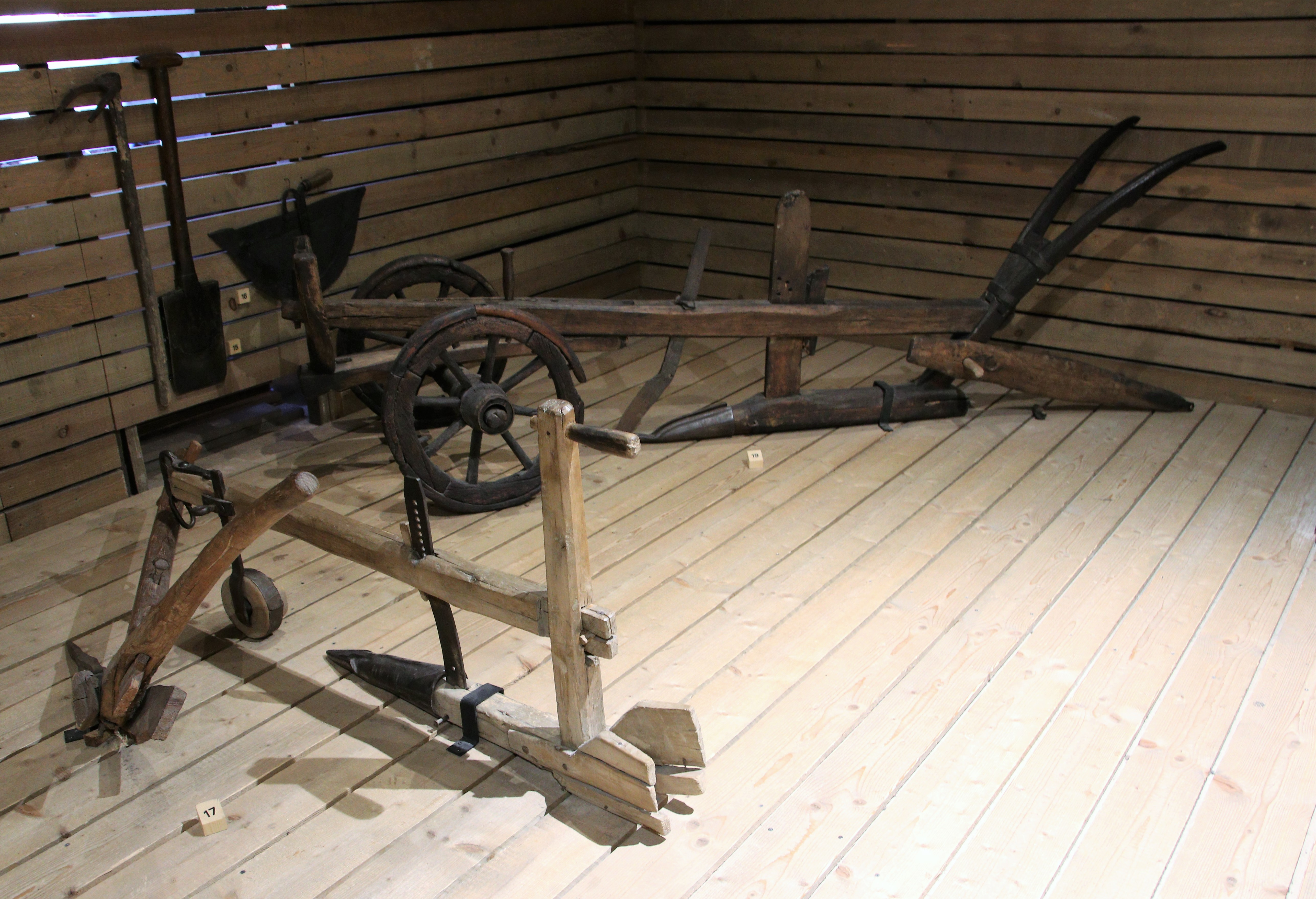
Au second plan, la charrue présente un soc-douille symétrique et un versoir symétrique constitué d'une simple planche traînante pouvant être placée à droite ou à gauche ; on tournait l'oreille et on pouvait repartir en sens inverse.

- Au second plan, la charrue présente un soc-douille symétrique et un versoir symétrique constitué d'une simple planche traînante pouvant être placée à droite ou à gauche ; on tournait l'oreille et on pouvait repartir en sens inverse.Un type de charrue possible au Moyen Age (illustration, musée Gens de l'Alpe). Selon P. Reignez les études archéologiques concernant le Moyen-Age permettent de retrouver quelques pièces en fer (coutres et socs) mais jamais les pièces en bois (versoirs) présentes cependant sur les représentations graphiques[7].

### Temps modernes
- Dans le cours complet d'agriculture de Rozier, l'abbé de Lalause écrit en 1784 : « Le versoir ou oreille, a environ trente-un pouces de longueur, sur dix de hauteur ou de largeur. Il doit être placé de façon qu’il fasse un angle aigu à sa jonction à l’aile du soc où il aboutit. Son autre extrémité doit être un peu prolongée au-delà du talon du sep, contre lequel il doit incliner, de manière qu’en supposant le sep aussi prolongé que lui, il s’y trouve douze à treize pouces de distance, à compter de la face latérale extérieure de l’un à la face latérale extérieure de l’autre : le versoir ainsi placé, formera la largeur du sillon à chaque trait de charrue. L’extrémité du versoir, c’est-à-dire, la partie opposée au soc, doit être chantournée, ainsi qu’elle est représentée dans la Figure : il doit être un peu concave en dehors & convexe en dedans ; pour lui donner cette forme, on prend un bois de trois pouces d’épaisseur ; on l’allège en dehors pour lui donner la concavité nécessaire, & en dedans on amincit les bords afin qu’il soit convexe dans le milieu » [8].

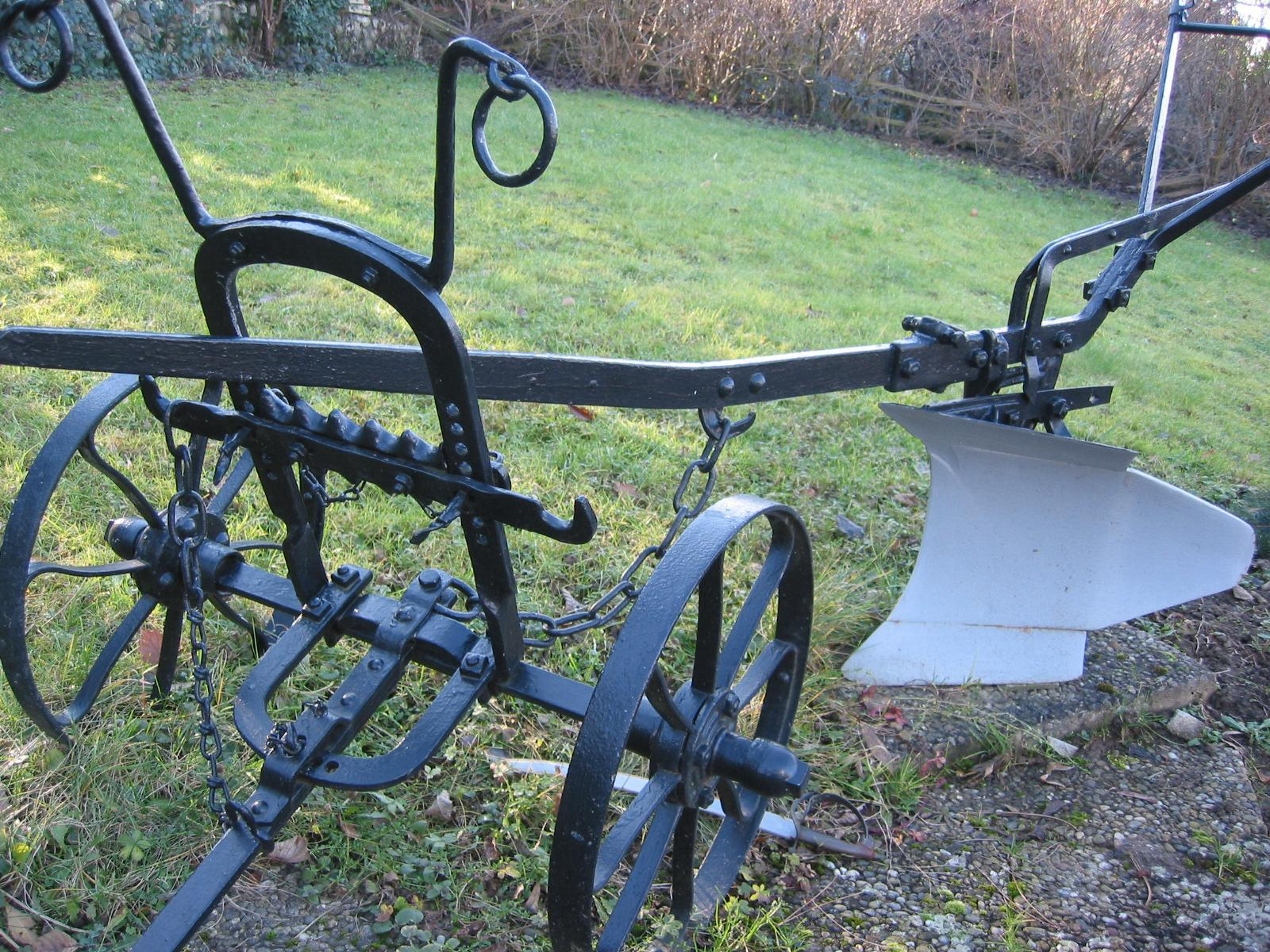
Charrue Eberhardt à versoir symétrique (cylindrique) retournable muni de deux socs, 1935.

- Charrue  Eberhardt à versoir symétrique (cylindrique) retournable muni de deux socs, 1935.De façon à labourer à plat avec une charrue simple certains versoirs ont été conçus de forme symétrique pour être retournables et ainsi verser à droite ou à gauche. Cependant le retournement étant fastidieux, ce système ne supporta pas la concurrence avec la charrue brabant.